# 查菲 (密蘇里州)
查菲（英語：Chaffee）是位於美國密蘇里州斯科特縣的城市。

## 人口
根據2020年美國人口普查的數據，查菲的面積為4.79平方千米，當中陸地面積為4.65平方千米，而水域面積為0.14平方千米。當地共有人口3057人，而人口密度為每平方千米638人。